# 波士頓儒家
波士頓儒家（Boston Confucians），又稱波士頓儒學，是當代新儒家的分支學派。該學派的名稱來源於波士頓大學神學院院長南樂山（Robert Neville）與同事白詩朗（John H. Berthrong）及哈佛大學教授杜維明組成的學術沙龍，主要認同儒家傳統的普遍性及探討儒學資源可供西方社會運用的問題。南樂山將查爾斯河北岸（哈佛、麻省理工）稱為孟子的儒家，查爾斯河南岸（波士頓大學）稱為荀子的儒家。
南樂山與白詩朗認同四書及荀子，肯定「禮」在現代社會的作用，強調「自我」是相互關係的網絡，南樂山是虔誠的基督徒，但強調「儒學不僅僅只是東方民族的意識形態，而且是一種批判哲學」，認為儒家與基督教可以互補。杜維明注重孟學，沿著子思、孟子、王陽明、牟宗三的系統，強調心性修養的重要，力求人文精神的重建。

### 脚注
1. ↑  黃萬盛：〈編者手記〉，《波士頓的儒家》。
2. ↑  南樂山：〈波士頓儒學具有諷刺性的幾個方面〉，《波士頓的儒家》，頁1。

### 书目
- 哈佛燕京學社主編：《波士頓的儒家》（江蘇教育出版社，2009）
- Robert Neville, Boston Confucianism.  Albany, NY:  State University of New York Press, 2000.
- Bryan W. Van Norden, Review of Boston Confucianism in Philosophy East & West 53:3 (July 2003):  413-417..
- John Berthrong, "A Sermon: Exploring the Dao." https://open.bu.edu/bitstream/handle/2144/49/20001022-exploring_the_dao_.htm?sequence=1&isAllowed=y （页面存档备份，存于） (October 22, 2000).
- Tu Wei-ming, "The Big Picture: The Meaning of Life" in Life (December 1988) No. 14, 76-101 (49th in list of 50 prominent people) http://www.maryellenmark.com/text/magazines/life/905W-000-037.html （页面存档备份，存于）
- John Grim & Mary Evelyn Tucker. "The Forum on Religion and Ecology at Yale" Sacred Texts: #2 Classic Resources. (2009) http://fore.yale.edu/religion/confucianism/texts/ （页面存档备份，存于）

## 外部連結
- 郭齊勇：〈哈佛說儒〉
- 彭國翔：〈儒家認同的抉擇〉[永久]
- 蔡德貴：〈試論美國的儒家學派〉 （页面存档备份，存于）
- 魏思齊（Zbigniew Wesołowski）：〈美國漢學研究的概況〉 （页面存档备份，存于）